# قياسة كبيرة البقع
القياسة الكبيرة البقع (الاسم العلمي:Plusia magnimacula) هي نوع من الحشرات تتبع جنس القياسة من فصيلة الليليات.